# Nahi
Nahi (em persa: ناهي, também romanizada como Nāhī; também conhecida como Nahr-e Ḩājj Nahī) é uma aldeia do distrito rural de Noabad, no condado de Abadan, na província de Khuzistão, Irã.